# 파브리시우 소자
파브리시우 에두아르두 소자(포르투갈어: Fabrício Eduardo Souza, 1980년 1월 4일 ~ )는 브라질의 축구 선수이고, 포지션은 미드필더이다.